# Spisak epizoda stripa Zagor
Strip edicija Zagor je objavljivana u bivšoj Jugoslaviji i Srbiji u Lunov magnus stripu, Zlatnoj seriji i Veselom četvrtku. Prva epizoda izašla je 1968. godine. U produžetku nalazi se spisak svake edicije razvrstan po godinama.

## Spisak objavljenih epizoda Zagora

### Dnevnik
- Zagor, Lunov magnus strip (1969—1974)
- Zagor, Zlatna serija (1968—1993)

### Veseli četvrtak
- Zagor, redovna edicija (2008-danas)
- Zagor, nova Zlatna serija (2018-danas)
- Zagor, Odabrane priče, Veseli četvrtak (2008-danas)
- Zagor, Biblioteka (2008-danas)
- Zagor, Specijal (2008-danas)